# Chantal Achterberg
Chantal Achterberg (Vlaardingen, 16 april 1985) is een Nederlandse roeister. Ze vertegenwoordigde Nederland bij verschillende grote internationale roeiwedstrijden, zoals de Europese kampioenschappen en wereldkampioenschappen. Ze nam tweemaal deel aan de Olympische Spelen, en won hierbij een bronzen medaille (2012) en een zilveren medaille (2016).

## Biografie
Achterberg is geboren en getogen in Vlaardingen. Ze was eerst een succesvol zwemster. Zo werd ze jeugdkampioene op de 100 m schoolslag en 200 m schoolslag. Toen ze ging studeren stapte ze over op het roeien, omdat de reistijd naar haar zwemvereniging in Spijkenisse haar ging opbreken. Haar eerste internationale wedstrijd beleefde ze al in 2006, slechts twee jaar nadat ze was begonnen met roeien. Ze nam toen deel aan de wereldkampioenschappen voor studenten in Litouwen en behaalde een vierde plaats op het onderdeel vier zonder stuurvrouw.
In 2009 werd Achterberg opgenomen in vrouwen acht. Bij de wereldkampioenschappen roeien 2009 in het Poolse Poznań was ze uiterst succesvol. Ze won naast een bronzen medaille bij de acht met stuurvrouw een gouden medaille bij de vier zonder stuurvrouw. In 2010 prolongeerde ze haar wereldtitel op de vier zonder stuurvrouw op de wereldkampioenschappen roeien 2010. De wedstrijden vonden toen plaats op het kunstmatige Karapiromeer in de Waikatorivier nabij Cambridge, in de regio Waikato op het Noordereiland, Nieuw-Zeeland. In datzelfde jaar won ze een zilveren medaille bij de Europese kampioenschappen 2010 in Portugal op het onderdeel acht zonder stuurvrouw.
In 2011 kwalificeerde Achterberg zich bij de acht zonder stuurvrouw voor de Olympische Spelen door vijfde te worden bij de wereldkampioenschappen roeien 2011 in Bled. Bij haar olympisch debuut op de Olympische Zomerspelen 2012 in Londen behaalde de Nederlandse boot een derde plaats met een tijd van 6.13,12.
In de skiff behaalde Achterberg zilver op de Europese kampioenschappen 2014 in Belgrado, Servië.
Tijdens de Olympische Spelen van 2016 verbeterde Achterberg haar vorige olympisch resultaat. Ze behaalde dit keer de zilveren medaille in de dubbel-vier samen met Carline Bouw, Nicole Beukers en Inge Janssen. Het was de eerste olympische medaille in de dubbel vier voor Nederland sinds het jaar 2000.
Achterberg is aangesloten bij D.S.R. Proteus-Eretes in Delft. Ze studeerde Life Science & Technology aan de TU Delft. In 2009 studeerde ze af op een onderzoek naar neurale stamcellen.

## Palmares

### Skiff
- 2014:   EK - 7.43,02

### Twee zonder stuurvrouw
- 2011:  Wereldbeker I - 7.11,50
- 2012: 4e Wereldbeker I - 7.10,72

### Vier zonder stuurvrouw
- 2006: 4e FISU - 7.41,50
- 2007: 5e WK U23 - 6.56,00
- 2009:  Wereldbeker III - 6.41,96
- 2009:  WK - 6.31,34
- 2010:  WK - 7.21,09

### Dubbel vier
- 2009:  Wereldbeker I - 7.32,18
- 2010: 5e Wereldbeker I - 6.38,05

### Acht met stuurvrouw
- 2009:  Wereldbeker III - 6.13,49
- 2009:  WK - 6.07,43
- 2010: 4e Wereldbeker III - 6.22,31
- 2010:  EK - 6.39,35
- 2010: 5e WK - 6.20,85
- 2011:  Wereldbeker I - 6.07,77
- 2011:  Wereldbeker III - 6.31,73
- 2011: 5e WK - 6.09,94
- 2012:  Wereldbeker I - 6.06,06
- 2012:  Wereldbeker II - 6.03,20
- 2012: 4e Wereldbeker III - 6.22,68

Chantal Achterberg · 
Claudia Belderbos · 
Carline Bouw · 
Sytske de Groot · 
Annemiek de Haan · 
Nienke Kingma · 
Roline Repelaer van Driel · 
Jacobine Veenhoven · 
Anne Schellekens (stuurvrouw)